# Большое Дюрягино
Большое Дюрягино — деревня в Карачельском сельсовете в Шумихинском районе Курганской области России.

## География
Расположена у реки Миасс.

## История
До 1917 года входила в состав Карачельской волости Челябинского уезда Оренбургской губернии. По данным на 1926 год состояла из 175 хозяйств. В административном отношении входила в состав Карачельского сельсовета Шумихинского района Челябинского округа Уральской области.

## Население
| 1989 | 2002 | 2010 |
| ---- | ---- | ---- |
| 682  | ↘490 | ↘396 |

По данным переписи 1926 года в деревне проживало 840 человек (391 мужчина и 449 женщин), в том числе: русские составляли 100 % населения.